# 彼氏複齒脂鯉
彼氏複齒脂鯉為輻鰭魚綱脂鯉目琴脂鯉亞目複齒脂鯉科的其中一種，為熱帶淡水魚，被IUCN列為易危保育類動物，分布於非洲Ruvu、Rufiji與Ruvuma河流域，體長可達45公分，棲息在底中層水域，生活習性不明。

## 扩展阅读
維基物種上的相關：彼氏複齒脂鯉